# Абу Малек I
Абу Малек Абд-аль-Вахид, или Абу Малек I (ум. 1430) ― семнадцатый правитель Тлемсена из династии Абдальвадидов (1411―1424).

## Биография
Брат Абу Малека Сайд I ибн Абу Ташуфин вступил на трон в 1411 году после того, как сбежал из маринидского плена. Мариниды заключили сделку с Абу Малеком, пообещав ему военную поддержку в борьбе за трон Тлемсена. Они направили армию во главе с Абу Малеком для свержения Сайда. В ночь со 2 на 3 ноября 1411 года, пользуясь тем, что армия Сайда вышла из столицы для решающего сражения, отряды Абу Малека заняли Тлемсен, и Сайду пришлось бежать на восток почти в одиночестве. Утром Абу Малек был коронован.
В 1420 году Абу Малек принял участие в смуте в Марокко и своими войсками возвёл на трон Феса последнего маринидского султана Абд аль-Хакка II, который прибыл в Тлемсен с Пиренейского полуострова с просьбой о помощи.
16 мая 1424 года Абу Малек был низложен своим племянником Абу Абдаллой II. Абу Малек скрылся в Марокко, но, не найдя там поддержки, обратился к султану Туниса Абу Фарису. Тунисские войска во главе с Абу Фарисом помогли Абу Малеку вернуться на трон (апрель или май 1428 года). Абу Абдалла II бежал к арабским племенам, однако в 1430 году с их помощью осадил и взял Тлемсен. Абу Малек был схвачен и казнён на рассвете 26 июля 1430 года.